# Cryphia suffusa
Cryphia suffusa är en fjärilsart som beskrevs av Tutt 1888. Cryphia suffusa ingår i släktet Cryphia och familjen nattflyn. Inga underarter finns listade i Catalogue of Life.